# Wilhelm Szewczyk
Wilhelm Szewczyk (Czuchów, 5 gennaio 1916 – Katowice, 8 giugno 1991) è stato uno scrittore, poeta e traduttore polacco membro dell'ON-R (Obóz Narodowo-Radykalny)..
Nato a Czuchów, un piccolo paesino del sud della Polonia, studiò a Rybnik e poi a Katowice. Appassionato di Letteratura, lavorò sino al 1939 per Polskie Radio, l'emittente radiofonica nazionale, poi, durante la Seconda guerra mondiale, nella Wehrmacht. Combatté in Normandia nel 1941 e fino al 1942 lungo il fronte orientale. Durante la battaglia di Smolensk del 1941 fu ferito, portato nella Turingia, in Germania, poi in Alsazia per combattere nuovamente. Fu catturato e arrestato nel 1942 a causa delle sue posizioni pacifiste e anti hitleriane. Tornato in libertà, volle tornare a Katowice, dove iniziò a lavorare a Odra, opera terminata solo nel 1957. Lavorò nel Teatr Śląski, dedicato a Stanisław Wyspiański, e successivamente ne divenne il direttore. Fu anche deputato al Sejm tra il 1957 e il 1965, poi di nuovo dal 1969 al 1980.

## Opere
- Posągi (1945)
- Skarb Donnersmarcków (1956)
- Z kraju Lompy (1957)
- Wyprzedaż samotności (1959)
- Literatura niemiecka w XX wieku (1962-1964)
- Od wiosny do jesieni (1965)
- Kleszcze
- Czarne słońce
- Klara Krause
- Syndrom śląski (1985)